# Giuseppe Pellizza da Volpedo
Giuseppe Pellizza da Volpedo   (Volpedo, 28 de juliol de 1868 - Volpedo, 14 de juny de 1907) fou un pintor italià d'estil convencional que anà evolucionant cap al realisme social, el divisionisme i el simbolisme. És l'autor del celebèrrim quadre El Quart Estat, al·legoria del món del treball i de les seues batalles político-sindicals.
Aquesta mateixa pintura va ser utilitzada per Bernardo Bertolucci per als títols d'inici del film Novecento.

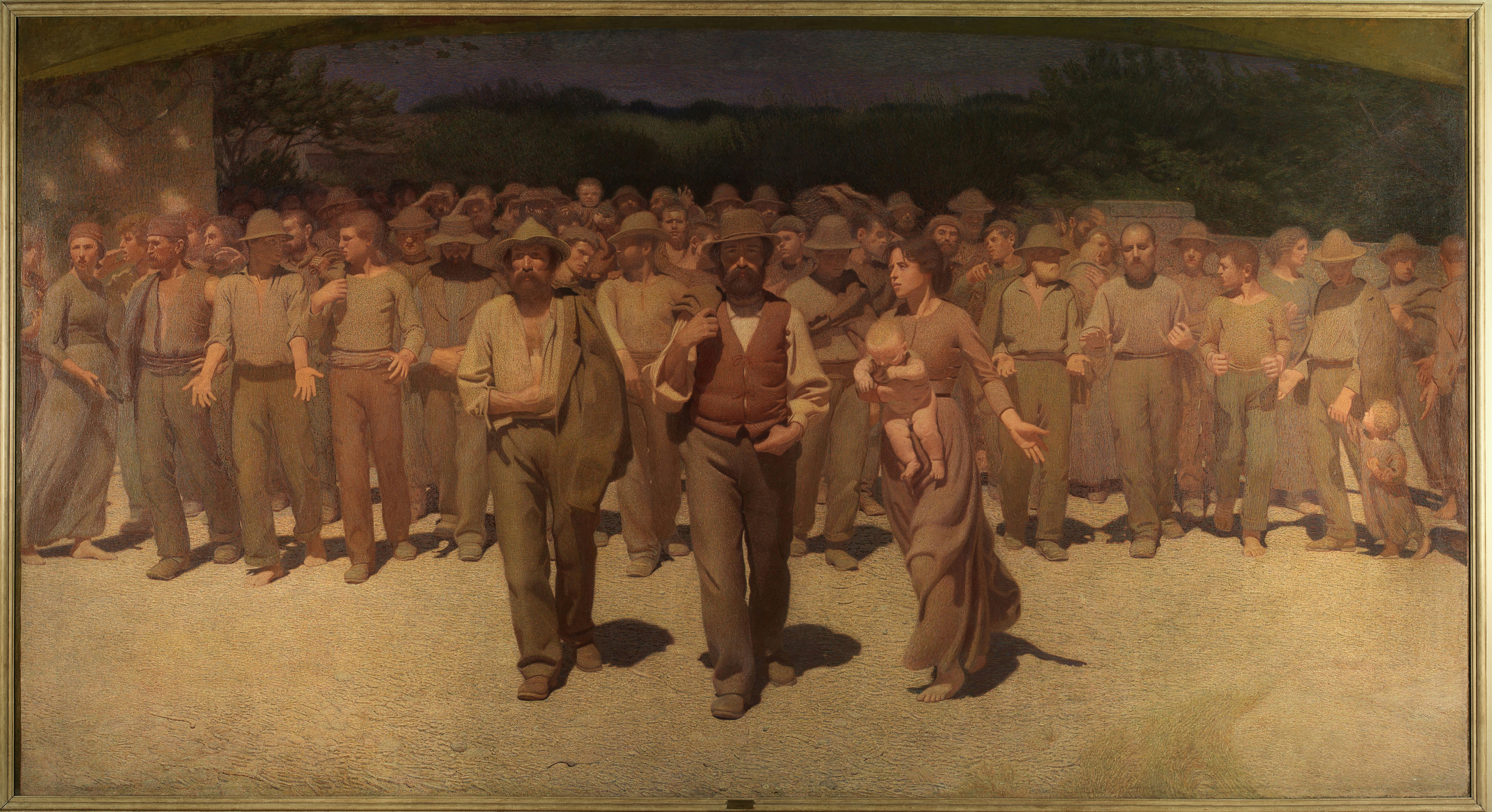
El quart Estat

## Biografia
Pellizza da Volpedo, fill d'agricultors, va iniciar-se en el dibuix a l'escola tècnica de Castelnuovo Scrivia. Poc després va passar a l'Acadèmia de Belles Arts de Brera (Milà), allà exposà per primera vegada en 1885. Acabats els seus estudis milanesos decideix continuar el seu recorregut formatiu a Roma, primer a l'Acadèmia di San Luca i després a l'Acadèmia de França a Villa Medici.
Desil·lusionat de Roma, abandonà la ciutat abans del previst per anar a Florència, on va freqüentar l'Acadèmia de Belles Arts. A final del curs acadèmic retorna a Volpedo amb l'objectiu de dedicar-se a la pintura a través de l'estudi de la natura. No prou satisfet amb la formació rebuda seguirà els cursos particulars de Cesare Tallone a l'Acadèmia Carrara (Bèrgam). En 1889 visità París per l'Exposició Universal. Freqüentà l'Acadèmia Lingüística de Gènova. En finalitzar aquesta última estada retornà al seu poble natal, on el 1892 es casà amb Teresa Bidone, una camperola del poble. Aquell mateix any comença a afegir "da Volpedo" a la seua signatura.
El 1898 participà en l'Exposició General Italiana a Torí.
En 1900 presentà a París l'obra al·legòrica L'espill de la vida (Això que una fa, les altres ho fan) (1895-1898). I el 1901 feu la seua obra més coneguda: El quart Estat, a la qual havia dedicat deu anys d'estudis. La polèmica obra, exposada a la Quadriennal de Torí, no obtingué el reconeixement que esperava i provocà el desconcert de molts dels seus amics. Frustrat, abandonà les relacions epistolars que mantenia amb molts escriptors i artistes de l'època.
El 1904 es posà a les portes de l'abstracció amb el seu audaç oli El sol, que va ser adquirit per l'Estat gràcies a la major circulació que van tenir les seves obres en exposicions nacionals i internacionals. Semblava l'inici d'un nou període favorable, en el qual finalment l'ambient artístic i literari reconeixia els temes de les seues obres. Però la mort sobtada de la seua esposa, en 1907, provocà una forta depressió en l'artista i el seu suïcidi, el 14 de juny al seu estudi.

## Obra
- El quart Estat (Museu del Novecento de Milà)
- El sol (Galeria Nacional d'Art Modern de Roma)
- L'espill de la vida (Això que una fa, les altres ho fan) (Museu Cívic de Torí)
- L'ofegat (Pinacoteca Cívica d'Alessandria)